# Leptepania minuta
Leptepania minuta là một loài bọ cánh cứng trong họ Cerambycidae.